# 牛窪恵
牛窪 恵（うしくぼ めぐみ、1968年1月1日 - ）は、日本のマーケティングライター、世代・トレンド評論家。修士（経営管理学）（MBA）。インフィニティ代表取締役。2020年4月より、立教大学大学院ビジネスデザイン研究科客員教授。財務省財政制度等審議会専門委員、内閣府「経済財政諮問会議」政策コメンテーター、官公庁関連委員多数、日経MJ広告賞選考委員。同志社大学創造経済研究センター「ビッグデータ解析研究会」部員。日本マネジメント学会、日本マーケティング学会会員。阪神タイガースファン。

## 略歴
東京都杉並区生まれ。既婚。
日本大学芸術学部映画学科（脚本）卒業後、大手出版社に入社。5年間の編集及びPR担当の経験を経て、フリーライターとして独立。雑誌やテレビの企画、取材、執筆や出演に取り組む。2001年4月、マーケティングを中心に行う有限会社インフィニティを設立。同代表取締役。積水ハウスほか、企業と共同で商品開発も行う。
トレンド、マーケティング関連の著書多数。2005年、新語・流行語大賞にノミネートされた「おひとりさま」は、岩下久美子が生前に女性ファッション誌でアピールした造語を、2004年に牛窪が著書で市場論に発展させたものである。また、2008年には著書で「草食系男子」を世に広めるが、2009年に新語・流行語大賞トップテンを受賞したのはコラムニストの深澤真紀がメディアで紹介した「草食男子」である。ほかに「年の差婚」「独身王子」「親ラブ族」などの言葉を世に広めたことでも知られる。

## 人物
私立高校に進学したが、校風が自身に合わなかったため中途退学した。その後、当時の大学入学資格検定を経て、日本大学芸術学部映画学科に進学。大学時代は特待生だった。
父親はフジテレビのディレクター（翔んだカップルのドラマ版の演出をしていた牛窪正弘）で、牛窪が大学在学中に両親は離婚した。牛窪の著書のいくつかは、父親の離婚や再婚（年の差婚）などがモデルになっている。
「90年代、職場で身の危険を感じるような酷いセクハラ（セクシャルハラスメント）に、何度も何度も遭いました」と述べ、ストーカー被害についても「思い出すだけで吐きそう」「情報漏洩は凶器になる」と話した。
矢沢永吉と阪神タイガースの大ファンである。
2017年4月より立教大学大学院ビジネスデザイン研究科に通い、亀川雅人、枡谷義雄らに師事。修士論文のテーマは「働く既婚女性の調理外部化に関する一考察」（優秀論文賞を受賞）。2019年3月、MBAを修得し、同博士課程前期修了。

## 著書
- 『男が知らない「おひとりさま」マーケット』日本経済新聞出版社、2004.4
- 『ポジティブ・ケチのすすめ』三笠書房、2005.5
- 『独身王子に聞け！』日本経済新聞出版社、2006.2
- 『新女性マーケット　Hahako世代をねらえ！』ダイヤモンド社、2006.12
- 『オトナの極上ホテル』中経出版、2007.9
- 『20代・ハッピー☆パラサイトの消費のチカラ』PHP研究所、2007.11
- 『独身王子は早く死ぬ？』プレジデント社、2008.6
- 『草食系男子「お嬢マン」が日本を変える』講談社、2008.11
- 『独身女性200人に聞く　モテるおカネのつかい方』アスペクト、2009.2
- 『草食系男子の取扱説明書（トリセツ）』ビジネス社、2009.6
- 『「エコ恋愛（ラブ）」婚の時代』光文社、2009.6
- 『「婚・産・職」女の決めどき』大和書房、2010.2
- 『ただトモ夫婦のリアル』日本経済新聞出版社、2010.9
- 『おゆとりさま消費　つながり・ツッコミ・インパクト』アスキー・メディアワークス、2010.11
- 『【年の差婚】の正体　なぜ同世代に惹かれないのか』扶桑社、諸富祥彦と共著、2011.6
- 『男女1100人の「キズナ系親孝行、始めました。」』河出書房新社、2012.8
- 『大人が知らない「さとり世代」の消費とホンネ』PHP研究所、2013.11
- 『「バブル女」という日本の資産』世界文化社、2013.12
- 『恋愛しない若者たち』ディスカヴァー・トゥエンティワン、2015.9
- 『大人を磨くホテル術』日本経済新聞出版社、高野登と共著、2016.10
- 『「男損」の時代』潮出版社、2017.3
- 『「おひとりウーマン」消費！～巨大市場を支配する40代・50代パワー』毎日新聞出版、2017.12

## 出演

### テレビ
- 『ワイド！スクランブル』（テレビ朝日、火曜日、2014年4月1日 - 2018年9月25日）
- 『ウェークアップ！ぷらす』（読売テレビ、月1回レギュラー、2017年5月13日 - ）
- 『ホンマでっか!?TV』（フジテレビ、不定期、2013年1月9日 - ）
- 『所さん！大変ですよ』（NHK総合、2015年3月26日 - ）
- 『国民アンケートクイズ リアル日本人！』（NHK総合、2015年9月21日、2016年3月23日・10月31日、2017年5月4日・8月7日・12年27日、2018年3月26日）
- 『ニュースシブ5時』（NHK総合、2017年1月30日・6月6日・7月4日、2018年4月9日・8月21日・10月30日、2019年4月1・9・23日、6月25日）
- 『4時もシブ5時』（NHK総合、2017年4月3・25日・6月6・20日・7月4日・8月1日・10月11日）
- 『経済フロントライン』（NHKBS1、不定期、2015年6月20日 - 2018年3月24日）
- 『Mr.サンデー』（フジテレビ、2012年2月19日・10月14日、2013年6月16日・7月14日・11月24日、2014年2月2日・5月18日・11月23日、2015年2月15日・5月10日）
- 『やじうま土曜日』（テレビ朝日、隔週土曜日、2010年7月24日 - 2012年7月11日)
- 『キャスト』（朝日放送、隔週火曜日、2011年10月31日 - 2015年7月30日)
- 『ミント!』（毎日放送、金曜日に月1回出演、2019年5月24日 - 2021年3月5日）
- 『サタデーウオッチ9』（NHK総合、月1回出演、2022年5月7日 - ）

ドラマ
- 『デート〜恋とはどんなものかしら〜』 第1話

### ラジオ
- 『オトナカレッジ』（文化放送、隔週木曜日、2013年10月3日 - 2017年4月27日）
- 『すっぴん』（NHKラジオ第一、月曜日（月1回）、2012年9月18日 - 2016年2月24日）[17]
- 『NHKジャーナル』（NHKラジオ第一、隔週金曜日、2016年2月9日 - 2017年3月17日）
- 『おはようパーソナリティ古川昌希です』（2023年11月3日）